# リガトーニ・コン・ラ・パヤータ

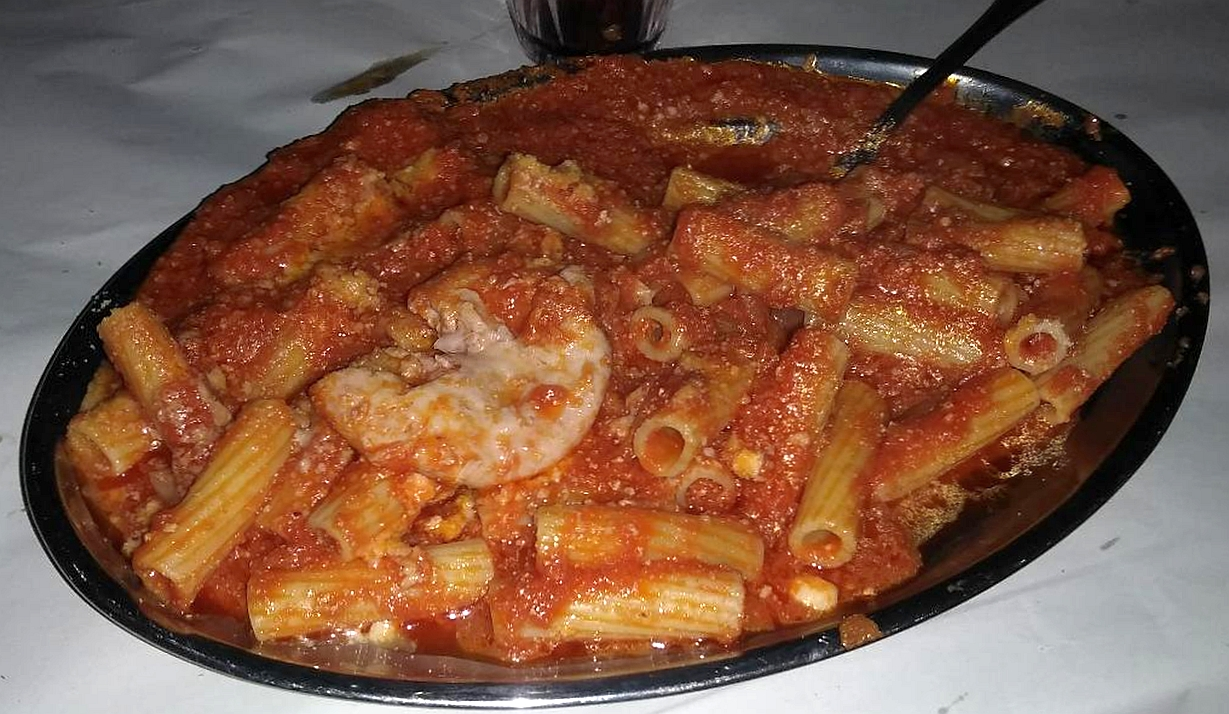
リガトーニ・コン・ラ・パヤータの例

リガトーニ・コン・ラ・パヤータ、リガトーニ・コン・ラ・パイヤータ（イタリア語: rigatoni con la pajata、rigatoni con la pagliata）は、ローマ料理。ローマの下町料理である。
母牛のミルクしか飲んだことがない乳離れ前の仔牛の小腸を完熟トマトを裏ごししたパッサータで煮込んだソースで食べるリガトーニである。